# Kanton Meung-sur-Loire
Meung-sur-Loire is een kanton van het Franse departement Loiret. Het kanton maakt deel uit van het arrondissement Orléans.

## Gemeenten
Het kanton Meung-sur-Loire omvatte tot 2014 de volgende 10  gemeenten:
- Baccon
- Le Bardon
- Chaingy
- Charsonville
- Coulmiers
- Épieds-en-Beauce
- Huisseau-sur-Mauves
- Meung-sur-Loire (hoofdplaats)
- Rozières-en-Beauce
- Saint-Ay

Na de herindeling van de kantons bij decreet van 25 februari 2014 met uitwerking op 22 maart 2015 omvat het kanton volgende 32 gemeenten:
- Artenay
- Le Bardon
- Boulay-les-Barres
- Bricy
- Bucy-le-Roi
- Bucy-Saint-Liphard
- Cercottes
- Chaingy
- La Chapelle-Onzerain
- Charsonville
- Chevilly
- Coinces
- Coulmiers
- Épieds-en-Beauce
- Gémigny
- Gidy
- Huêtre
- Huisseau-sur-Mauves
- Lion-en-Beauce
- Meung-sur-Loire
- Patay
- Rouvray-Sainte-Croix
- Rozières-en-Beauce
- Ruan
- Saint-Ay
- Saint-Péravy-la-Colombe
- Saint-Sigismond
- Sougy
- Tournoisis
- Trinay
- Villamblain
- Villeneuve-sur-Conie